# Tatkon Township
Tatkon Township (Birmaans: တပ်ကုန်းမြို့နယ်; ook wel gespeld als Tatkone, Tut Kone of Tat Kone) is een van de acht townships van Naypyidaw Union Territory, Myanmar. 